# Landeryds landskommun
Landeryds landskommun var en tidigare kommun i Östergötlands län.

## Administrativ historik
Den 1 januari 1863, när kommunalförordningarna började tillämpas, skapades över hela riket cirka 2 500 kommuner, varav 89 städer, 8 köpingar och resten landskommuner. Då inrättades i Landeryds socken i Hanekinds härad i Östergötland denna kommun.
1952 genomfördes den första av 1900-talets två genomgripande kommunreformer i Sverige. Den påverkade inte Landeryds kommun, som dock 1963 inkorporerades i dåvarande Linköpings stad som sedan 1971 ombildades till Linköpings kommun.
Kommunkod en 1952–62 var 0518.

### Kyrklig tillhörighet
I kyrkligt hänseende tillhörde kommunen Landeryds församling.

## Geografi
Landeryds landskommun omfattade den 1 januari 1952 en areal av 31,51 km², varav 30,44 km² land.

### Tätorter i kommunen 1960
| Tätort    | Folkmängd |
| --------- | --------- |
| Hjulsbro  | 1 145     |
| Hackefors | 320       |

Tätortsgraden i kommunen var den 1 november 1960 17,6 procent.

## Politik

### Mandatfördelning i valen 1938–1958
| 11 | 7 | 2 |

| 18 |

| 14 | 6 |

| 16 | 4 |

| 1 | 13 | 6 |

| 17 | 3 |

| 13 | 3 | 2 | 2 |

| 18 |

| 12 | 2 | 3 | 3 |

| 18 |

| 12 | 3 | 1 | 4 |

| 17 | 3 |